# Marcipopsis lucina
Marcipopsis lucina là một loài bướm đêm trong họ Noctuidae.